# Навмахія

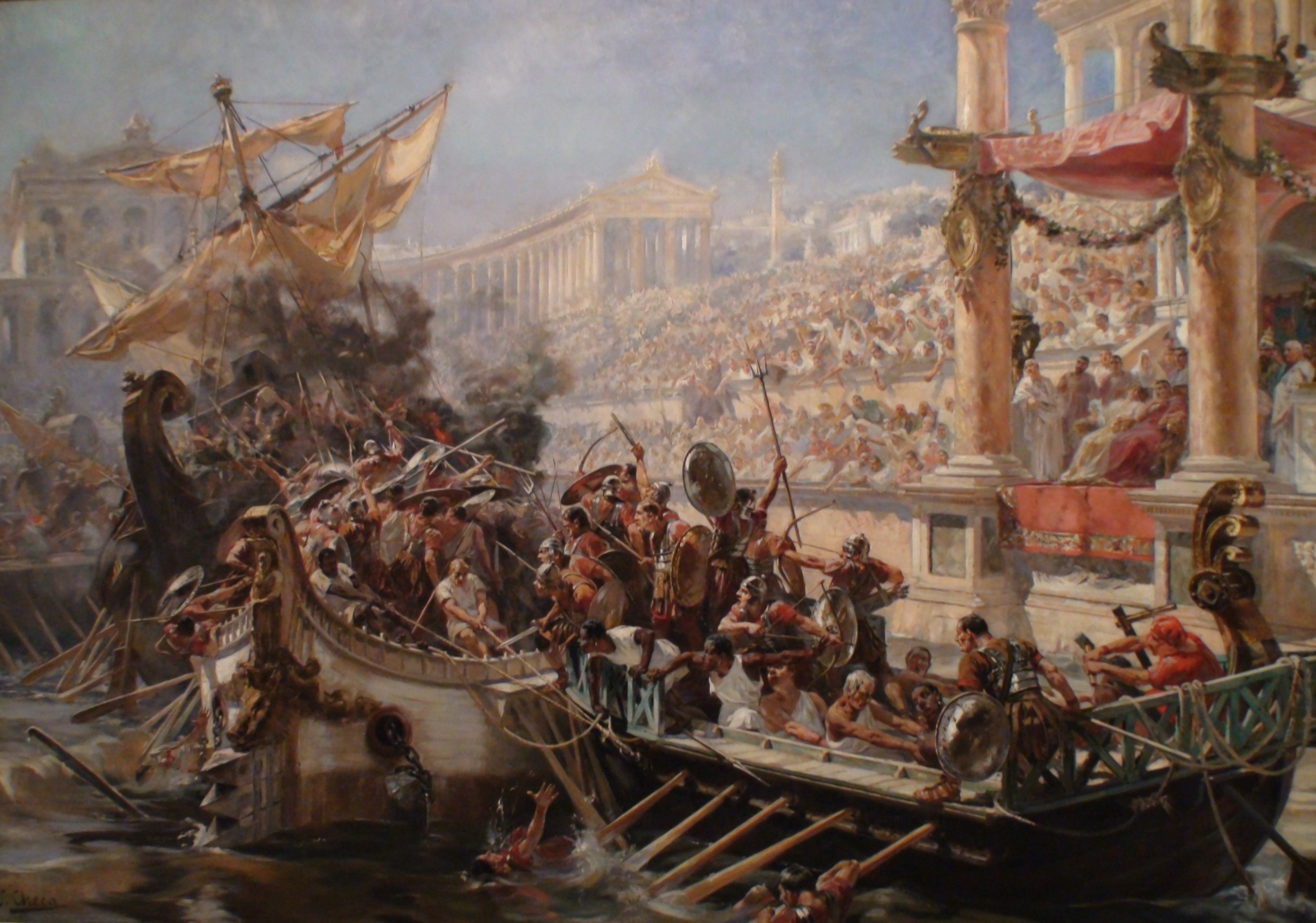
Навмахія (деталі): картина іспанського живописця Ульпіано Чека (Ulpiano Checa), 1894 рік. 125.6 см × 200.5 см

Навма́хія або наумахія(дав.-гр. Ναυμαχία, дослівно — морська битва, від naus — корабель і machomai — борюся) — гладіаторська імітація морського бою на озерах чи басейноподібних аренах у Стародавньому Римі. Вперше навмахія як видовище було запроваджене Юлієм Цезарем у 46 році до н. е. Як правило, бійцями під час навмахії були полонені або засуджені на смерть ув'язнені злочинці, яких називали навмахіаріями. Морська битва імітувалася двома або трьома групами трієр або пентер (син. — квінкверема). Для проведення навмахій Юлій Цезар і Октавіан Август створювали спеціальні водойми, Клавдій використав озеро Фу́чино. Часто для навмахій використовувалися і амфітеатри, які для цього заповнювалися водою з великих, ще збережених водогонів — з огляду на це місце проведення бою також називалося Навма́хія.

## Відомі навмахії

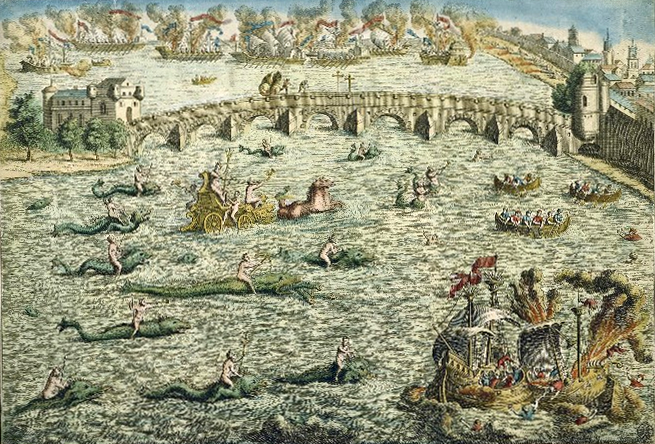
Навмахія в Руані (1550).

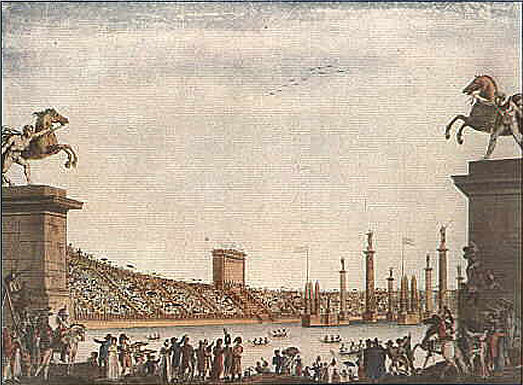
Навмахія в Мілані (1807)

- Навмахія 46 року до н. е. — одна з перших великих навмахій, для проведення якої за наказом Юлія Цезаря було створене озеро на Марсовому полі в Римі, задіяні 16 галер і 2 тис. гладіаторів.
- Навмахія 52 року н. е. — найбільше видовище, проведене за наказом імператора Клавдія на озері Фучино біля Риму: на воду було спущено понад 50 бойових кораблів, у морському бою брали участь понад 20 тис. навмахіаріїв, за видовищем спостерігали близько 500 000 глядачів. Через небезпеку заколоту до місця проведення навмахії були стягнуті війська. Після бою живі гладіатори і ув'язнені були відпущені на волю (за винятком екіпажів кількох галер, що уникали боїв). Під час цієї навмахії бійцями вперше було використано привітання Цезаря фразою «Ave, Caesar, morituri te salutant» — сентенцією, яка стала елементом традиційного привітання гладіаторів до імператора перед виходом на арену.
- Імітація Саламінської битви — між флотами греків і персів, в якій були задіяні 24 бойових кораблі та 3 тис. гладіаторів.
- Навмахія 1550 року — організована Генріхом II у Франції.
- Навмахія 1807 року — організована Наполеоном в Італії (в Мілані).